# Jacques Saurin
Pour les articles homonymes, voir Saurin.
Jacques Saurin (Nîmes 1677 - 1730 La Haye) est un pasteur protestant français particulièrement réputé à son époque pour son talent de prédicateur.

## Biographie

### Une jeunesse mouvementée
Jacques (plus souvent orthographié Jaques) Saurin est né le 6 janvier 1677 à Nîmes (France). Avant la révocation de l’Édit de Nantes, son père, Jean Saurin (1632-1705) était avocat et avait été élu secrétaire de l’académie royale de Nîmes. Toute la famille, comprenant alors les parents et trois fils, fut contrainte à se réfugier à Genève en 1686.
En 1692, âgé de 15 ans, Jacques Saurin entra à l’Académie de Genève, pour suivre un cursus de 4 ans de préparation avant d’être admis comme étudiant. Il interrompit toutefois ses études pour s'engager dans le régiment de Lord Galloway qui faisait partie de l'armée de Victor-Amédée II de Sardaigne, qui combattait Louis XIV dans la Guerre de la Ligue d’Augsbourg. Soldat courageux, s’étant emparé d’un drapeau sur le champ de bataille, il obtint le grade d'enseigne. Revenu à la vie civile après le traité de Ryswick, il reprit ses études de théologie genevoises et fut notamment profondément influencé par le pasteur Jean-Alphonse Turretin. Ses études se terminèrent le 5 juillet 1700 avec un très beau succès, à savoir le "témoignage fort honorable" de la Compagnie des pasteurs de Genève, qui était alors la plus haute distinction décernée.

### Carrière pastorale
Jacques Saurin commence alors une carrière internationale au service de la diaspora protestante francophone :
- De 1701 à 1706, il est pasteur à l'Église protestante française de Londres (EPFL)[2]. Le consistoire de l'EPFL souhaite s'attacher les services du talentueux jeune homme, mais la règle veut que les pasteurs de l'Église soient des ministres consacrés, ce qui n'est pas le cas de Saurin. La difficulté est résolue grâce à l'évêque anglican de Londres, surintendant de l'EPFL ex officio, qui accepte consacrer le réformé en le dispensant de l'obligation d'observer la liturgie anglicane dans les églises où il est employé[3]. Saurin ne se plaît guère à Londres, notamment à cause de sa santé.[réf. souhaitée]
- Son second poste est à La Haye où ses prédications rencontrent un succès prodigieux. Pour être sûr de se l'attacher, alors qu'il n'y avait aucun poste à pourvoir, l'église crée un poste supplémentaire, le "ministre des nobles". cette fonction l'oblige à prêcher au moins une fois par mois. Il conserve ce poste jusqu'à sa mort.

Il publie en 1722 un catéchisme qui sera adopté par les églises wallonnes.
En 1726, Jacques Saurin tombe malade des poumons après avoir visité une malade. Victime d’une violente attaque en 1728 malgré des soins attentifs, il est par la suite fréquemment obligé d'interrompre ses travaux et meurt le 30 décembre 1730 à 53 ans.

### Famille
En 1703, alors qu'il est en poste à Londres, Jacques Saurin épouse Catherine Boitoult, dont il aura 5 enfants : Philippe, Antoine, Jeanne-Isabelle, Jacques-Antoine et Guillaume-Sicco, nés entre 1707 et 1724.

## Théologie
Disciple de Jean-Alphonse Turretin, Jacques Saurin développe des idées libérales imprégnées de tolérance. Ses sermons traitent fréquemment de questions morales. Ses idées lui de très vives critiques de collègues plus orthodoxes, ce d'autant plus que son immense succès comme prédicateur ne manquait pas de susciter de solides jalousies. Une violente polémique, dont il fut très profondément affecté, l'opposa en particulier pendant deux ans (1728-1730) à Armand de la Chapelle, pasteur à Londres puis à la Haye, et à Théodore Huet, pasteur wallon à Amsterdam, ce jusque sur son lit de mort où le pasteur Huet vint encore lui faire des reproches.

## Postérité

### Influence
Sa popularité et son influence ont été très importantes pendant sa vie et au-delà. Une anecdote sur le grand prédicateur Adolphe Monod (1802-1856) montre que celui-ci ne se séparait pas d'une édition des sermons de Jacques Saurin.

### Œuvres
Jacques Saurin a laissé de nombreux écrits dont les principaux sont :
- Sermons sur divers textes de l'Écriture Sainte (1708-1725) - plusieurs fois réimprimé
- Discours historiques, critiques, théologiques et moraux sur les évènements les plus mémorables de la Bible (1720-1728)
- Abrégé de théologie et de la morale chrétienne en forme de catéchisme (1722)
- États du Christianisme en France (1725-1727)
- Principes de la religion et de la morale, 2 tomes, 1768